# دونا لي بوين
دونا لي بوين (بالإنجليزية: Donna Lee Bowen)‏ هي عالمة سياسة أمريكية، ولدت في 1947.

## وصلات خارجية
- دونا لي بوين على موقع IMDb (الإنجليزية)